# 床品美帆
床品 美帆（ゆかしな みほ、1987年4月30日 - ）は日本の推理作家。大阪府出身、東京都在住。

## 経歴・人物
同志社大学卒業。2017年、「赤羽猫の怪」で第15回北区 内田康夫ミステリー文学賞区長賞を受賞し、『月刊ジェイ・ノベル』2017年4月号に掲載される。2018年、「レッドカサブランカ」で第28回鮎川哲也賞最終候補、「ROKKAKU」で第15回ミステリーズ！新人賞最終候補となる。2019年、投稿作「ツマビラカ〜保健室の不思議な先生〜」が第16回ミステリーズ！新人賞を受賞。同作を改題した「二万人の目撃者」にて本格的にデビュー。2022年、「ROKKAKU」を改題した「431秒後の殺人」が表題作となった『431秒後の殺人 京都辻占探偵六角』で初の単著を刊行した。

## 作品リスト

### 単行本
- 『431秒後の殺人 京都辻占探偵六角』（ミステリ・フロンティア、2022年4月）
  - 収録作品：431秒後の殺人 / 睨み目の穴蔵の殺人 / 眠れる映画館の殺人 / 照明されない白刃の殺人 / 立ち消える死者の殺人

### 電子書籍
- 『二万人の目撃者』（東京創元社、2019年10月11日）

### 雑誌掲載作品
- 「赤羽猫の怪」（『月刊ジェイ・ノベル』2017年4月号掲載）
- 「二万人の目撃者」（『ミステリーズ!』vol.97 OCTOBER 2019 掲載、Kindleにて電子書籍化）[8]
- 「431秒後の殺人」（『紙魚の手帖』vol.02 DECEMBER 2021 掲載）
- 「血を綴じる書庫の殺人 京都辻占探偵六角」（『紙魚の手帖』vol.09 FEBRUARY 2023 掲載）